# Divergent (trilogi)
 For alternative betydninger, se Divergent. (Se også artikler, som begynder med Divergent)
Trilogien Divergent er en serie af science fiction ungdomsromaner, skrevet af Veronica Roth. Trilogien består af bøgerne Divergent, Insurgent og Allegiant. Titlen betyder, oversat fra engelsk, afvigende og bøgerne er oversat til dansk under titlerne Divergent 1: Afvigeren, Divergent 2: Oprøreren og Divergent 3: Fornyeren.
De tre bøger foregår alle i en futuristisk og dystopisk, postapokalyptisk version af Chicago. Beatrice Prior, som senere ændrer sit navn til Tris, er født i gruppen Abnegation, men vælger at skifte til Dauntless. Hun må lære at leve livet som Afviger i hemmelighed og skjule sine evner; hvis gruppernes ledere opdager hendes hemmelighed er hendes liv i fare.

## Kritik
Trilogien blev generelt modtaget med positive anmeldelser. Kritikerne har prist Divergent 1: Afvigeren's plot og handling. Divergent 2: Oprøreren fik ros for sin skrivestil og sit tempo.

## Filmindspilning
Summit Entertainment har købt rettighederne til at lave en filmudgave af bøgerne og har hyret Neil Burger som instruktør. Shailene Woodley har fået rollen som Tris, mens Theo James spiller Tobias "Four" Eaton. Lionsgate distribuerede filmen i samarbejde med datterselskabet Summit Entertainment. Kate Winslet har fået rollen som Jeanine Matthews, og på rollelisten er også Maggie Q som Tori, Zoe Kravitz som Christina, Ansel Elgort som Caleb, Miles Teller som Peter, Ashley Judd som Natalie Prior, Tony Goldwyn som Andrew Prior og Jai Courtney som Eric. Den første film i serien fik premiere 21. marts 2014, mens fortsættelsen begyndte optagelser i maj samme år.